# Żakle
Żakle – kolonia w Polsce położona w województwie podlaskim, w powiecie sokólskim, w gminie Suchowola.
Administracyjnie wsie Ciemne i Żakle tworzą sołectwo Ciemne-Żakle.
W latach 1975–1998 miejscowość administracyjnie należała do województwa białostockiego.
Wierni kościoła rzymskokatolickiego należą do parafii św. Apostołów Piotra i Pawła w Suchowoli.